# Эрисимеди
Эрисимеди (груз. ერისიმედი, азерб. Erisimidi) — село в Грузии, в муниципалитете Сигнахи края Кахетия. 

## География
Село расположено в южной части края, в 65 километрах по прямой к юго-востоку от центра муниципалитета Сигнахи. Находится на границе с Балакенским районом Азербайджана.

## Население
По данным переписи населения 2014 года, в селе проживало 317 человек.
| Год  | Население | Мужчины | Женщины |
| ---- | --------- | ------- | ------- |
| 2002 | 340       | 183     | 157     |
| 2014 | 317       | 169     | 148     |